# Eremomela icteropygialis
La eremomela ventrigualda (Eremomela icteropygialis) es una especie de ave paseriforme de la familia Cisticolidae propia del África subsahariana.

## Descripción
Es un pájaro pequeño que mide unos 10 cm de largo y pesa unos 9 g. Su dorso es gris, el cual en las alas y cola se torna más oscuro y más oliva. Tiene una angosta lista superciliar de color gris claro y una franja ocular que le cruza el ojo. Su pecho gris se difumina en un vientre amarillo limón. Su pico es negruzco. 
Ambos sexos son similares, pero los ejemplares juveniles poseen su vientre de tono más claro que los adultos. Su llamado es un tchee-tchee-tchuut agudo.

## Distribución y hábitat
Se la encuentra en África al sur del desierto del Sahara. Su hábitat natural son los bosquecillos abiertos, sabana, y zonas de arbustos secos.
Es una especie común en la amplia zona donde se distribuye la cual abarca unos 7,100,000 km². Se cree que su población es grande, IUCN considera que es una especie de preocupación menor.
La raza salvadorii, de Zaire, Gabón, Angola y Zambia, a veces es considerada una especie diferente, Eremomela salvadorii.